# Clarksfield (мікропроцесор)
Clarksfield — кодова назва для серії мобільних процесорів Intel, які продавалися під брендом Intel Core i7. Clarksfield є мобільним аналогом десктопного процесора Lynnfield. На момент свого випуску, 23 вересня 2009 році був найпотужнішим мобільним процесором на ринку. Їх використовували у високопродуктивних, ігрових ноутбуках та мобільних робочих станціях.
Обидві серії, Clarksfield та Lynnfield, використовують 45-нанометрову  мікроархітектура Nehalem. Мають чотириядерні процесорні чипи з підтримкою HyperThreading, вбудовані шини PCI Express і DMI.
Хоча наступником Penryn був оголошений Arrandale - мобільний процесор, середнього класу з інтегрованою графікою що був випущений пізніше ніж Clarksfield, попередником Clarksfield є також Penryn QC — який представляє собою багатокристальний модуль з двома двоядерними Penryn чипами.
Виробниками ноутбуків на базі процесорів Clarksfield були MSI, Dell/Alienware, Hewlett-Packard, Toshiba, Samsung і Asustek.
Процесори що вийшли продавались під брендом Core i7-7xxQM, Core i7-8xxQMCore i7-9xxXM (Extreme Edition).
Вони мали базову  частоту від 1.6 до 2ГГц, від 6 до 8 МБ L3 кешу. Вбудований контролер пам'яті підтримував до 8 ГБ оперативної пам'яті DDR3 1066/1333. 